# Otto Fischer (Wasserbauingenieur)
Otto Karl Franz Fischer (* 8. September 1900 in Kleeberg, Landkreis Arnswalde; † 7. Juni 1959 in Berlin-Steglitz) war ein deutscher Wasserbauingenieur und Baubeamter.

## Leben und Wirken
Otto Fischer war ein Sohn des Oberbahnsekretärs Carl Fischer (* 15. November 1861 in Szameitkehmen, Ostpreußen; † 11. Februar 1937 in Fichtengrund) und dessen Ehefrau Johanna Fischer geb. Fischer (* 9. April 1865 in Gumbinnen; † 26. Juli 1928 in Fichtengrund). Er studierte Bauingenieurwesen mit der Vertiefung im Fach Wasserbau an der Technischen Hochschule Berlin-Charlottenburg und legte im Dezember 1923 die Diplom-Hauptprüfung ab. 1926 wurde er zum Dr.-Ing. promoviert. Am 1. Februar 1924 begann er ein Referendariat im höheren bautechnischen Verwaltungsdienst, er war bei den Wasserbauämtern Berlin, Eberswalde und Husum, beim Amt für Hafen- und Brückenbau in Berlin und beim Berliner Polizeipräsidium eingesetzt. 
Im Oktober 1927 bestand Fischer das 2. Staatsexamen für Wasser-, Kultur- und Straßenbau. Danach arbeitete er als Regierungsbaumeister (Assessor im bautechnischen Verwaltungsdienst) bei der Rheinstrombauverwaltung. Am 1. Januar 1929 wurde er zur Preußischen Landesanstalt für Gewässerkunde und Hauptnivellements versetzt, bei der er bis 1945 arbeitete und bis in den Dienstrang eines Regierungsbaurats aufstieg. 
Am 1. Februar 1934 heiratete Fischer Rutmaria Zastera (* 12. November 1911 in Berlin), mit der er eine Tochter hatte.

## Wissenschaftliche Arbeiten
Der preußische Landwirtschaftsminister beauftragte Fischer 1934, das Werk „Das Wasserwesen an der Schleswig-Holsteinischen Nordseeküsten“ zu erweitern und in einen druckfertigen Zustand zu bringen. Friedrich Müller hatte den ersten Teil „Die Halligen“ vollendet und damit begonnen, Quellen für einen zweiten Teil zu sammeln. Gustav Jacoby hatte an diesem zweiten Teil mit dem Titel „Die Inseln“ weitergearbeitet. Fischer vollendete die insgesamt sieben Bände umfassende Arbeit 1936/1938. Anschließend begann er den dritten Teil, musste die Arbeiten aber aufgrund des Ausbruchs des Zweiten Weltkriegs zunächst einstellen.
1951 beauftragte der Minister für Ernährung, Landwirtschaft und Forsten Otto Fischer, die Arbeiten am dritten Teil „Das Festland“ fortzuführen. Von 1955 bis 1958 gab er sieben Bände heraus. Von den insgesamt 16 Bänden und zwei Karten stammen die wesentlichen Teile von ihm.